# Rudolf von Oertzen
Rudolf Peter Karl Gerd von Oertzen (* 16. Februar 1910 in Neuhaus bei Bredenfelde; † 30. August 1990 in Hamburg-Lemsahl-Mellingstedt) war ein deutscher Komponist und Hochschullehrer.

## Leben
Rudolf von Oertzen entstammte dem Haus Leppin des weit verzweigten mecklenburgischen Uradelsgeschlechts von Oertzen. Er war der zweite Sohn des Gutsbesitzers Friedrich Karl Hans Adolf Ferdinand von Oertzen (1881–1954) und dessen Frau Klara Marianne Magdalene, geb. von Bonin (1874–1960). Von Oertzen besuchte das Gymnasium Friderico-Francisceum in Bad Doberan und begann seine musikalische Laufbahn als Präfekt am Doberaner Münster. Er studierte nach dem Abitur im Jahr 1929 am Leipziger Konservatorium und an der Universität Leipzig Musikwissenschaft und Philosophie. Er übernahm dann das geerbte Gut Saunstorf (heute Ortsteil von Bobitz) und studierte ab 1931 Landwirtschaft an der Universität Rostock. Er war Klavierschüler von Conrad Hansen. Nach dem Zweiten Weltkrieg arbeitete er als freier Mitarbeiter beim Hörfunk in Hamburg. 1952 wurde er an die Hochschule für Musik und Theater Hamburg berufen. 1960 wurde er Professor und Ordinarius für Kirchenmusik.
Von Oertzens Nachlass befindet sich in der Staats- und Universitätsbibliothek Hamburg.

## Werke  (Auswahl)
- Osteroratorium musica pia
- Oratorium Hiob